# Zensur in der Volksrepublik China
Zensur in der Volksrepublik China beschreibt Maßnahmen zur Kontrolle von Medien, Meinungsäußerungen und künstlerischer Produktion in der Volksrepublik China (nicht die der Republik China).
Die Volksrepublik China (VR China) unterliegt einer durchgeführten bzw. angeordneten Medienzensur durch die Kommunistische Partei Chinas (KPCh), welche die Regierungspartei der VR China darstellt. Zu den wichtigsten Institutionen politischer Kontrolle zählen, neben anderen, Massenpropaganda (parteigesteuerte, selektive Informationsvermittlung) gegenüber der Bevölkerung und Steuerung der öffentlichen Meinung mit Hilfe politisch kontrollierter Medien.
Reporter ohne Grenzen bezeichnet Chinas Presse-Situation als „sehr ernst“ und stellt es in der Rangliste der Pressefreiheit 2023 auf Rang 179 von 180 und damit lediglich vor Nordkorea. Im Wesentlichen werden Medien zensiert, mit denen eine große Menge von Menschen erreicht werden können, wie Presse, Fernsehen, Rundfunk, Film, Theater, Literatur, SMS, Kurznachrichten, Videospiele und Internet. Ein internes Mediensystem erlaubt chinesischen Beamten den Zugang zu unzensierten Informationen.
Nach Mao Zedongs Tod 1976 wurde im Zuge der Reform- und Öffnungspolitik die Medienzensur leicht gelockert. Seit dem Amtsantritt von Xi Jinping hat sich die Lage jedoch wieder verschärft. Gemäß der Aussage des Staats- und Parteichefs Xi Jinping vom Februar 2016 haben die chinesischen Medien jederzeit und zuallererst der Partei zu dienen. Journalisten werden per Examen zur Aufrechterhaltung der „marxistischen Journalisten-Ideale“ getrimmt. Anfang Januar 2016 zitierte die amtliche Nachrichten-Agentur Xinhua in einem Artikel einen Spruch von Mao: „In der Partei, der Regierung, der Armee, im Volk, unter den Intellektuellen und in Ost, West, Süden, Norden sowie im Zentrum leitet die Partei alles und jedes“.
Die OpenNet-Initiative klassifizierte in ihrem Bericht vom 9. August 2012 die Internetzensur in China in den Bereichen Politik und Konflikt/Sicherheit als durchdringend und in den Bereichen Social (Internet) und Internet-Tools als umfangreich. Das sind die zwei höchsten von ihren insgesamt fünf vergebenen Stufen. Freedom House bezeichnet Chinas Pressefreiheit als „nicht frei“, was dem schlechtesten Ranking entspricht. Der ohnehin eingeschränkte Raum für investigativen Journalismus und politisch liberale Kommentare schrumpfte 2014 weiter, ein Trend der ideologischen Verschärfung seit Xi Jinping 2012 die Führung der Kommunistischen Partei Chinas übernahm. China ist ein entscheidender Testfall der politischen Kontrolle der Massenmedien, es verfügt über die weltweit modernste Zensurtechnik, um Online-Inhalte zu manipulieren. In China sitzt die größte Anzahl von Journalisten weltweit im Gefängnis. Kein Land verfügt über ein dermaßen ausgeklügeltes System zur Internetüberwachung wie China. Rund um die Uhr werden mehr als 30.000 Polizisten dafür eingesetzt.
Ausländische Unternehmen sind beunruhigt über die „Große Firewall“, die sie vom chinesischen Markt ausschließt. Chinesische Internetgiganten hingegen wie Baidu, Tencent, Youku oder Alibaba verdanken ihren rasanten Erfolg eben genau der chinesischen Firewall. In der VR China sind 114 Journalisten in Haft (Stand August 2019).

## Zensurbereiche, Absichten und deren Umsetzung
Die Zensur in der VR China erstreckt sich über viele Bereiche. Die Gründe für die Zensur sind vielfältig und werden auch teils von der Regierung selbst angegeben.
Wie tagesschau.de berichtet, verschicken die Zensoren täglich detaillierte Anweisungen an Chef-Redakteure und Redaktionsleiter. Viele dieser Befehle kommen von der Internet-Behörde, welche dem Staatsrat direkt unterstellt ist. Medienorganisationen beugen sich der Selbstzensur oder laufen Gefahr, geschlossen zu werden.

### Politik
Vor allem bei politischen Inhalten führt die Volksrepublik China eine extensive Zensur durch. Bestimmte Inhalte über die Unabhängigkeitsbewegung in Tibet und Taiwan, die religiöse Bewegung Falun Gong, Demokratie, die Tiananmen-Proteste von 1989, Maoismus, Korruption, Polizeibrutalität, Anarchismus, Klatsch, Wohlstandsunterschiede und Lebensmittelskandale sind verboten. Die staatlichen Aufsichtsinstanzen erhalten ideologische Anweisungen von der Zentralen Propagandaabteilung (Zhongxuanbu – ZPA) vorgegeben. Das Europäische Parlament kritisiert das äußerst restriktive Medienumfeld und den streng kontrollierten digitalen Bereich in China, in dem ausländische Web-Inhalte, auch europäische, gesperrt werden, ebenso wie einheimische Inhalte, die als politisch bedrohlich eingestuft werden, routinemäßig gelöscht und zensiert werden. Die in den Vereinigten Staaten von Amerika (USA) gehostete China Digital Times führt eine laufend aktualisierte Liste der in China gesperrten Begriffe.
Im Vorfeld der Olympischen Spiele in Peking gab die Regierung angeblich Richtlinien für die Berichterstattung während der Spiele an die lokalen Medien heraus: Politische Angelegenheiten, die nicht direkt mit den Spielen im Zusammenhang stehen, sollen heruntergespielt werden; Themen über Pro-Tibetische Unabhängigkeit, die Ostturkestan-Bewegung und Lebensmittelsicherheit, wie krebserregende Mineralwasser durften nicht veröffentlicht werden. Die Regierung behauptet, eine solche Liste existiert nicht. Nach dem Ausbruch des chinesischen Milchskandals im September 2008 wurde bekannt, dass die Behörden in Shijiazhuang durch einen schriftlichen Bericht am 2. August 2008 davon erfahren haben sollen. Um die Olympischen Spiele nicht zu überschatten, wurde der Vorfall erst einen Monat später an die nächsthöhere Verwaltungsebene weitergemeldet.
Li Dongdong, Direktorin des chinesischen Presserats, erklärte am 13. Februar 2009, Journalisten, die mit ihrer Berichterstattung negativ auffallen, künftig auf eine Schwarze Liste zu setzen. Journalisten auf der Schwarzen Liste sollen ihre Presseausweise verlieren und in ihrer Arbeit eingeschränkt werden. Diese Maßnahme soll als Schutz vor Falschmeldungen dienen. Als Grundlage dazu dienen neu eingeführte Regeln und Vorschriften, mittels denen Aufsicht und Verwaltung von Nachrichten-Profis besser zu gewährleisten sind. Li Datong, Redakteur bei der China Youth Daily, kritisierte dies und wurde für das Kritisieren staatlicher Zensur entlassen. Er sagte: „Es besteht wirklich ein Problem mit gefälschter Berichterstattung und Reportern, aber es gibt schon viele Möglichkeiten, das zu lösen.“ Reuters sagte, dass, obwohl die Propaganda-Abteilung der Kommunistischen Partei Chinas minutiös managt, was Zeitungen und andere Medien berichten und nicht berichten, die Regierung besorgt über Unruhen wegen der Konjunkturflaute und dem 20. Jahrestag der Pro-Demokratie-Proteste vom Jahr 1989 bleibe.
Im Januar 2011 veröffentlichte China Media Project, A project of the Journalism and Media Studies Centre at The University of Hong Kong, eine Liste der Zentralen Propaganda-Abteilung, die spezifische Anweisungen für die chinesischen Medien enthielt; unter anderem die sozialen Spannungen zu Themen wie Bodenpreise, politische Reformen und große Katastrophen oder Vorfälle zu verharmlosen und zu gewährleisten, dass die Kommunistische Partei durch die Berichterstattung nicht negativ dargestellt wird.
Über Zensur in China ist auf der Informationsplattform humanrights.ch zu lesen: Im März 2016 wurde eine eigentlich geheime Zensurliste vom Webportal China Digital Times CDT veröffentlicht. Diese zeigt exemplarisch, mit welcher Systematik Chinas Machthaber den kritischen Journalismus zu verhindern versuchen. Die Liste beinhaltet 21 Gebote der zentralen Propagandaabteilung die vorschreiben, worüber Medienschaffende während der Jahrestagung des Volkskongresses im März 2016 nicht berichten dürfen. Xi hatte den Mitgliedern seiner Partei jede „unangemessene Diskussion“ politischer Themen verboten. Nicht nur im Kongress darf nicht diskutiert werden, sondern auch die Berichterstattung müsse entsprechend „kontrolliert“ verlaufen. Gemäß der Liste dürfen Medienschaffende beispielsweise nicht negativ über die Wirtschaftslage berichten, obwohl die Wirtschaft des Landes zunehmend schwächelt. Auch der Smog darf nicht erwähnt werden. Ebenfalls tabu ist es, über den Reichtum der Delegierten zu berichten. Zudem sind Berichte über „illegale Kirchen“, die Erwähnung „internationaler Bürgerrechtsabkommen“ und Angaben über die Militärausgaben untersagt.

### Moral
Mit der Kampagne „Sauberes Internet 2014“ gehen Chinas Behörden gegen Pornografie, Gewalt und Gerüchte im Internet vor.

### Kultur
Nach der Gründung der Volksrepublik China im Jahr 1949 entschied die Partei, was die Menschen zu wissen hatten. Literatur und Kunst hatten der Politik zu gehorchen, hatten den Volksmassen zu dienen und sich als Waffe im Klassenkampf zu begreifen. Während der ersten zwei Jahre der Kulturrevolution (1966–1976) zerstörten die Roten Garden alles, was als reaktionär betrachtet werden konnte. Ausländische Literatur und Kunstformen, religiöse Werke und Symbole und auch Artefakte der alten chinesischen Kultur wurden Ziel der Zerstörung der Rotgardisten. Die neu geschaffene Literatur und Kunst der Kulturrevolution sollten fortan die traditionelle und ausländische Literatur und Kunst ablösen. Obwohl heute in China viel größere kulturelle Freiheit besteht, könnte das Verbot für ausländische Cartoons und die starke Einschränkung ausländischer Filme als Fortsetzung der kulturell gesinnten Zensur gesehen werden.

### Religion
Registrierten religiösen Gemeinschaften ist die Herstellung religiösen Materials für internen Gebrauch erlaubt, die öffentliche Verbreitung ist verboten. Religiöse Texte und Bibelausgaben, die von der Regierung nicht autorisiert sind, können beschlagnahmt und nicht registrierte Druckereien geschlossen werden. Der einzige Verlag, dem der Vertrieb von Bibeln erlaubt ist, ist die Nanjing Amity Printing Company (Amity Press). Kleine Gemeinden auf dem Land haben Schwierigkeiten, an Bibeln und religiöse Texte heranzukommen.
Die spirituelle Bewegung Falun Gong wird in China weiterhin unterdrückt, der Besitz ihrer Bücher und Texte ist genauso verboten wie Materialien über die Verfolgung und Folter der Ausübenden der Praktik. Webseiten von Falun Gong sind in China nicht zugänglich.
Das den Islam beleidigende Buch „Xing Fengsu“ (Sexuelle Sitten) wurde in China verboten und seine Autoren wurden im Jahre 1989 nach Protesten von muslimischen Hui-Chinesen unter Arrest gestellt, während die chinesische Polizei den protestierenden Hui-Muslimen Polizeischutz gewährte und die chinesische Regierung öffentliche Verbrennungen des Buches organisierte. Die chinesische Regierung unterstützte die Hui und gab ihren Forderungen nach, weil diese, im Gegensatz zu den Uiguren, keine separatistische Bewegung darstellen. Die muslimischen Hui-Demonstranten, die während den Protesten gegen das Buch heftig randalierten und Eigentum beschädigten, kamen ungestraft davon, während uigurische Demonstranten eingesperrt wurden.
Im Jahr 2007, zum Jahr des Schweins, war aus Rücksicht auf die muslimische Minderheit im chinesischen Fernsehen Werbung mit Schweinen nicht erlaubt. Selbst Slogans wie „Goldenes Schwein bringt Glück“ und „Glückliches Jahr des Schweins“ waren verboten. Die Weisung dazu erfolgte durch die zuständige Zensurbehörde an die Werbeabteilungen des Landes. Es sollten damit Nationalitätenkonflikte vermieden werden. In China gelten 18 bis 21 Millionen der 1,3 Milliarden Chinesen als Muslime, für die das Schwein als unrein gilt.
Als Reaktion auf den Anschlag bei Charlie Hebdo 2015 griffen Chinas Staatsmedien Charlie Hebdo für die Veröffentlichung der beleidigenden Mohammed-Karikaturen mit der staatlichen Xinhua an, die die Beschränkung der Redefreiheit befürwortete, während eine andere staatliche Zeitung, die Global Times schrieb, der Angriff war eine „Rache“ für das, was sie als westlichen Kolonialismus beschrieb und warf Charlie Hebdo vor, zu versuchen, einen Kampf der Kulturen zu schüren.

### Wirtschaft
In den letzten Jahren wurde die Zensur in China beschuldigt, nicht nur für politischen Protektionismus genutzt zu werden, sondern auch zum Nutzen der chinesischen Wirtschaft. Laut Jörg Wuttke, Präsident der Europäischen Handelskammer in Peking, dient die Zensur auch der chinesischen Wirtschaft. Unbehelligt von ausländischer Konkurrenz konnten chinesische Internet-Unternehmen durchstarten. Für China dient die Kontrolle der Meinungsfreiheit auch als Mittel zur Marktmanipulation; sie hat geholfen, eine konkurrenzfähige Internet-Industrie aufzubauen. Zurzeit nimmt der Protektionismus sogar noch zu, sagt Kammer-Experte Wuttke. Dass mit ungleichen Maßstäben gemessen wird, zeigt sich auch darin, dass Google dem Bereitstellen obszöner Inhalte beschuldigt wird, bei Baidu und Bing hingegen pornografische Inhalte ungefiltert veröffentlicht werden. Die 2D-Version des bisher erfolgreichsten Filmes aller Zeiten, Avatar – Aufbruch nach Pandora, wurde aus Chinas Kinos verbannt, weil er, wie die Hongkonger Zeitung Apple-Daily berichtet, den heimischen Produktionen die Einnahmen wegnehme. Chinesische Bürger fühlen sich jedoch durch das über die meisten ausländischen Filme verhängte Verbot kaum gestört, denn die Videopiraterie stellt in China einen sehr großen Markt dar und ermöglicht den Erwerb für wenig Geld, was wiederum der Wirtschaft zugutekommt.
Wie Reporter ohne Grenzen berichtet, wurde im Februar 2007 die Webseite der französischen Organisation Observatoire International des Crises in der VR China gesperrt, nachdem sie einen Artikel über die Risiken des Handels mit China veröffentlichte:

“Internet filtering is not just a problem for political activists, it also affects those who do business with China,” the press freedom organisation said. “How do you assess an investment opportunity if no reliable information about social tension, corruption or local trade unions is available? This case of censorship, affecting a very specialised site with solely French-language content, shows the government attaches as much importance to the censorship of economic data as political content.”

„‚Internet-Filterung ist nicht nur ein Problem für politische Aktivisten, es betrifft auch diejenigen, die mit China Geschäfte machen.‘ teilte die Organisation für Pressefreiheit mit. ‚Wie beurteilen Sie eine Investitionsmöglichkeit, wenn keine verlässlichen Informationen über die sozialen Spannungen, Korruption oder lokalen Gewerkschaften zur Verfügung stehen? Dieser Fall von Zensur, der eine sehr spezielle Webseite mit ausschließlich französischsprachigem Inhalt betrifft, zeigt, dass die chinesische Regierung der Zensur von wirtschaftlichen Inhalten genau so viel Bedeutung beimisst wie der Zensur von politischen Inhalten.‘“

Nach einigen politischen Missgeschicken in den Jahren des schweren Wirtschaftsabschwungs erfolgte im Jahre 2016 eine weitere Verschärfung der Zensur durch neue Anweisungen der Zentralen Propagandaabteilung. Berichte über die Wirtschaft dürfen nur deren kontinuierliches Wachstum darstellen. Kommentatoren, deren Bemerkungen oder Aussichten für die Wirtschaft dem offiziellen positiven Bild widersprechen, wurden durch Beamte, Behörden und Zensoren gewarnt, welche durch die Schaffung eines Umfeldes von „zhengnengliang“ (positiver Energie) darum bemüht sind, das Verschwinden von großen Geldmengen ins Ausland aufzuhalten.

### Militär
Das Militär ist ein weiterer Bereich, der durch Zensur geschützt wird. Militärischer Schaden soll verhindert und Militärgeheimnisse sollen bewahrt werden. Die Zensur des Militärbereiches unterliegt der zentralen Militärkommission.

### Wissenschaft
Zensur in der Wissenschaft in China lässt sich auf drei Ebenen nachweisen. Zensur durch die übergeordneten politischen Ebenen, Druck und Beeinflussung durch die universitären Gremien und Vorgesetzten sowie Selbstzensur. In einem maßgeblich von der KPCh reglementierten System wie Universitäten und Forschungsakademien ist das Bewusstsein und die Antizipation der roten Linien und Tabuthemen und das souveräne Bewegen in dem der Wissenschaft überlassenen Diskursräumen („obedient autonomy“) eine wichtige Eigenschaft, um in China überhaupt als Wissenschaftler Karriere zu machen.

## Medien, Kommunikation und Erziehungskontrolle

### Kollektiver Ausdruck
Im Jahr 2013 veröffentlichte das American Political Science Review (amerikanisches Forschungsmagazin für politische Wissenschaften) einen Artikel von Gary King, Jennifer Pan und Margaret E. Roberts. Im Artikel heißt es, dass sich die sozialen Medien in China, im Gegensatz zu den USA, wo es nur wenige Provider gibt, auf hunderte von lokalen Standorten aufteilen. Ein großer Teil der Verantwortung für die Zensur wird auf diese Internet-Content-Provider übertragen, welche mit Bußgeldern belegt oder abgeschaltet werden, wenn sie die staatlichen Richtlinien nicht erfüllen. Um die Anordnung der Regierung zu befolgen, beschäftigt jeder einzelne dieser Provider ein Heer von bis zu 1000 Zensoren. Die Autoren führten ein eingehendes Experiment durch, das das Zensur-Programm in China analysierte. Der Artikel beschreibt den Aufbau und das Verfahren ihres Experiments und die Gesamtergebnisse, die dokumentiert und grafisch dargestellt sind. Das Experiment involvierte Computer aus der ganzen Welt, um auf Social-Media-Websites in China Kommentare zu schreiben, um dann zu sehen, welche hinausgezögert oder von den Zensoren gestrichen werden. Die Autoren folgerten: „Unsere zentrale theoretische Erkenntnis ist, dass, im Gegensatz zu viel Forschung und Kommentaren, der Zweck des Zensur-Programms nicht der ist, Kritik am Staat oder der kommunistischen Partei zu unterdrücken. Allerdings, trotz der weit verbreiteten Zensur von sozialen Medien, finden wir, dass wenn das chinesische Volk vernichtende Kritik an seiner Regierung und ihren Führern niederschreibt, die Wahrscheinlichkeit, dass ihr Beitrag zensiert wird, deshalb nicht höher ist. Stattdessen finden wir, dass der Zweck des Zensur-Programms der ist, die Wahrscheinlichkeit des kollektiven Handelns durch Beeinträchtigung sozialer Bindungen immer dann zu reduzieren, wenn es Hinweise auf kollektive Bewegungen gibt oder solche zu erwarten sind.“
Weitere von Gary King, Jennifer Pan und Margaret E. Roberts durchgeführte Experimente zeigen viel über die Mechanismen der Zensur von sozialen Medien. Die Autoren unterstützen die jüngste Hypothese, dass Kritik am Staat, an seinen Führern und seiner Politik veröffentlicht werden kann, während Beiträge über reale Weltgeschehnisse mit kollektivem Potential zu Aktionen zensiert werden. Sie fanden heraus, dass chinesische Software-Unternehmen miteinander im Wettbewerb standen, um bessere Zensurwerkzeuge und Systeme anzubieten, da die Nachfrage nach ihren Dienstleistungen steigt. Dies liegt daran, dass der chinesische Staat die Unternehmen, die die sozialen Medienseiten betreiben, dafür verantwortlich macht, einige Zensuren selbst vorzunehmen. Das bedeutet, dass die Zensur in China durch Marktmechanismen gefördert wird.

### Zeitungen sowie ausländischer Journalismus in/aus China
Zum zwanzigsten Jahrestag des Tiananmen-Massakers vom 4. Juni 1989 in Peking wurden entsprechende Zeitungsartikel aus importierten Zeitungen herausgeschnitten. Im Vorjahr wurden Ausgaben der Beijing News wegen eines Schwarzweißbildes von den Kiosken zurückgerufen. Das Bild zeigte drei junge Männer in blutbefleckten T-Shirts auf der Ladefläche eines dreirädrigen Karrens. Die Bildunterschrift lautete nur „Die Verwundeten“ und enthielt keinerlei Hinweise auf die Niederschlagung der Studentenproteste. Am 2. September 2011, anlässlich der Personalversammlung der beiden Zeitungen „Beijing News“ und „Beijing Times“, gaben Beamte des Propagandabüros die Übernahme der beiden Blätter bekannt.
Im Zuge der COVID-19-Pandemie im Jahr 2020 begann die Volksrepublik China, die Akkreditierungen von ausländischen Journalisten in China nicht zu verlängern. Dies hatte zur Folge, dass erfahrene Reporter von recherchestarken ausländische Medien nach Ablauf der Akkreditierung des Landes verwiesen wurden. So mussten bis Februar 2021 sechs von acht Journalisten der New York Times China verlassen. Von dem Wall Street Journal verloren 10 von 14 Journalisten bis Februar 2021 ihre Lizenz. Die Washington Post hatte da bereits keine eigenen Journalisten mehr in der Volksrepublik. Die Zahl der deutschen Journalisten in China sank bis Februar 2021 um etwa ein Viertel. Auch seit einer Lockerung der Anti-COVID-Politik kommen Journalisten schwer an Visa, können kaum reisen, werden beschattet und abgehört.

### Fernsehen
Das chinesische Staatsfernsehen CCTV gehört zu den größten Rundfunkanstalten weltweit, und es ist der einzige nationale, lizenzierte Rundfunkanbieter. Alle Lokalsender müssen die Abendnachrichten von CCTV senden. CCTV sendet über 24 Kanäle. Hinzu kommen eine Vielzahl Provinzprogramme. Alle Sender sind den staatlichen Pressebehörden unterstellt. Die Aufsichtsbehörden erlauben zu den Hauptsendezeiten keine Unterbrechung von Fernsehfilmen durch Werbung oder Entertainment-Programmen. Auf diese Weise werden die Sender gedrängt, die linientreuen Inhalte auszustrahlen, die ihnen von der Zentrale günstig zur Verfügung gestellt werden.
Ausländische und Hongkonger Nachrichtensendungen auf Festlandchina, wie TVB, CNN International, BBC World Service (war bis Februar 2021 in China verfügbar) und Bloomberg Television werden bzw. wurden gelegentlich zensiert, indem sie während umstrittener Segmente „verdunkelt“ werden. Es wurde berichtet, dass CNN eine Vereinbarung getroffen hat, dass ihr Signal durch einen chinesisch gesteuerten Satelliten passieren darf. Chinesische Behörden können auf diese Weise zu jeder Zeit die CNN-Segmente zensieren. Sendungen von CNN stehen in China nur auf bestimmten diplomatischen Grundstücken, Hotels und Wohnblöcken zur Verfügung. Satellitenempfangsanlagen, die den Empfang ausländischer Sender wie CNN, BBC oder NTDTV ermöglichen, sind verboten, werden jedoch unter Inkaufnahme des Risikos trotzdem installiert.
Zahlreiche Inhalte die unterdrückt wurden, waren unter anderem Berichte über die Panama Papers, Verweise auf die Tiananmen-Proteste von 1989, den Dalai Lama, den Tod von Zhao Ziyang, die Unruhen in Tibet 2008, den chinesischen Milchskandal 2008 und die negativen Entwicklungen über die Olympischen Spiele in Peking.
Um während den Olympischen Sommerspielen in Peking den Zensoren Zeit für das Herausfiltern ungewollter Protestaktionen zu geben, wurde allen chinesischen Fernsehsendern befohlen, die Live-Sendungen um 10 Sekunden zu verzögern.

### Filme
China hat eine große Vielfalt an verschiedenen ausländischen Filmen, die durch die Medien ausgestrahlt und auf Märkten verkauft werden. China hat kein Einschaltquotensystem für Kinofilme, und Filme müssen daher von den chinesischen Zensoren als geeignet beurteilt werden, bevor es allen Zuschauern erlaubt ist, diese anzusehen.
Für Filme, die im Ausland hergestellt wurden, bedeutet dies manchmal, dass kontroverses Material geschnitten wird, bevor solche Filme in chinesischen Kinos gespielt werden können. Beispiele dafür sind die Entfernung eines Hinweises auf den Kalten Krieg in dem James-Bond-Film Casino Royale und in dem Film Pirates of the Caribbean – Am Ende der Welt das Weglassen von Filmmaterial, das den Schauspieler Chow Yun-fat enthält, das laut dem lokalen Magazin The Popular Cinema ganz der Tradition Hollywoods entspreche, die Chinesen zu dämonisieren. Vor den Olympischen Sommerspielen 2008 kündigte die Regierung der Volksrepublik China an, dass „böse Geister und gewaltsame Gespenster, Monster, Dämonen und andere unmenschliche Schilderungen“ in audiovisuellen Inhalten verboten sind.
Der Zugang zu den 12.000 Kinoleinwänden in China ist ein starker Anreiz für Filmemacher, chinesische Zensoren zu konsultieren und mit ihnen zu kooperieren, vor allem für diejenigen, die Filme wie Kung Fu Panda 3 herstellen. Durch Hinzuziehen eines chinesischen Partners, wie es im Fall von Kung Fu Panda 3 getan wurde, kann dieses Quotensystem umgangen werden. Trotz dieser Sache können fast alle international veröffentlichten ausländischen Filme in chinesischen und englischsprachigen Versionen durch den Handel mit Fälschungen der DVDs erhalten werden.
Alle audiovisuellen Arbeiten mit „ernsten Themen“, wie die Kulturrevolution, müssen registriert werden, bevor sie auf dem Festland verteilt werden können. Zum Beispiel wurde der Film Departed: Unter Feinden verboten, weil er andeutete, dass die Regierung beabsichtige auf Taiwan Atomwaffen abzuschießen. Filme mit sexuell expliziten Themen wurden ebenfalls verboten, einschließlich Lebewohl, meine Konkubine, Brokeback Mountain und Die Geisha. Der Film The Dark Knight wurde durch Warner Brothers nie an die Zensoren weitergegeben. Die Begründung war „wegen kulturellen Empfindlichkeiten in einigen Elementen des Films“ und aufgrund des Auftretens einer Sängerin aus Hongkong, deren sexuell explizite Fotos ins Internet durchgesickert waren. Filme von Staatsangehörigen der Volksrepublik China dürfen ohne staatliche Genehmigung nicht an ausländische Filmfestivals geschickt werden. Der Direktor, Lou Ye, und der Produzent, Nai An, wurden für die Einreichung ihres Filmes Summer Palace zu den Filmfestspielen in Cannes 2006 für fünf Jahre gesperrt.
Am 16. Dezember 2012 wurde der Film V wie Vendetta ungeschnitten auf dem chinesischen Fernsehkanal CCTV-6 ausgestrahlt, was die Hoffnung erweckte, dass China die Zensur lockern würde. Doch im August 2014 verursachten Regierungsbeamte die Schließung des unabhängigen Filmfestivals in Peking, eine jährliche Veranstaltung für unabhängige chinesische Filmemacher, die ihre neuesten Werke zur Schau stellen. Es wurde von den Organisatoren so verstanden, dass die Regierung darüber besorgt war, dass das Festival dazu benutzt werden würde, die Regierung zu kritisieren.
Im Januar 2016 kaufte die chinesische Wanda Group für 3,5 Milliarden Dollar das US-Studio Legendary Pictures. Und im gleichen Jahr hat sich der Wanda Konzern für rund 1 Milliarde Dollar die Dick Clark Productions gekauft, Veranstalter der Golden Globes. Durch diese Deals wurden die chinesischen Zensoren zu Hollywoods Filmpolizei. Zusätzlich kontrolliert die Wanda Group bereits die größte US-Kinokette AMC Theatres.
Laut Ying Zhu, Professor für Medien-Kultur an der City University of New York, können die chinesischen Zensoren darüber, wie China und die chinesische Regierung in Filmen dargestellt werden, als „Welt-Film-Polizei“ agieren. Chinakritische Filme werden absolut tabu sein. Ausländische Filmemacher werden bestraft, wenn sie Chinas nationale Würde, Ehre und Interessen verletzen.
Im Februar 2019 musste der Film Yi miao zhong (One Second) des chinesischen Regisseurs Zhang Yimou kurzfristig aus dem Wettbewerb der 69. Berlinale gestrichen werden. In der offiziellen Begründung wurde auf technische Probleme bei der Postproduktion verwiesen. Der Film spielt zur Zeit der Kulturrevolution, deren Thematisierung fortwährend mit Vorsicht zu behandeln ist, weshalb es Grund zu der Annahme gibt, dass dies der wahre Grund für die Absage des Films ist.

### Musik
Das Album Chinese Democracy der amerikanischen Rockband Guns n’ Roses wurde in China wegen angeblicher Kritik in seinem Titel an der Regierung und einem Verweis auf die Anti-Regierungsbewegung Falun Gong verboten. Die Regierung schrieb in einer staatlich kontrollierte Zeitung, dass es „seine Speerspitze auf China dreht.“
Das Album X der australischen Pop-Sängerin Kylie Minogue wurde in China von EMI Records als 10-Track-Auflage veröffentlicht. Bei dem Album wurden wegen der strengen Zensur die Stücke Nu-di-ty, Speakerphone und Like a Drug weggelassen.

### Videospiele
Am 2. Juni 2016 veröffentlichte die Staatliche Hauptverwaltung für Presse, Veröffentlichungen, Rundfunk, Film und Fernsehen (SAPPRFT) eine Notiz zur Publizierung von Onlinespielen. Mit Wirkung vom 1. Juli 2016 dürfen Onlinespiele nur noch mit Genehmigung durch die SAPPRFT veröffentlicht werden.
Bereits im Jahr 2004 hat das Ministerium für Kultur einen Ausschuss gegründet, der importierte Internet-Videospiele überprüfte, bevor sie auf den chinesischen Markt kamen. Es wurde erwähnt, dass Spiele in China von der Einfuhr ausgeschlossen würden, sollten sie folgende Verletzungen aufweisen:
- Die Grundprinzipien der Verfassung verletzen
- Gefährdung der nationalen Einheit, Souveränität und territorialen Integrität
- Preisgabe von Staatsgeheimnissen
- Gefährdung der Staatssicherheit
- Dem Ruhm der Nation schädigen
- Störung der sozialen Ordnung
- Verstoß gegen die legitimen Rechte anderer

Die allgemeine Landesverwaltung für Presse und Publikationen und anti-Porno und illegale Veröffentlichungsbüros spielten auch eine Rolle bei der Überprüfung der Spiele.
Beispiele verbotener Spiele waren unter anderem:
- Hearts of Iron (weil es „die Geschichte verzerrt und Chinas Souveränität sowie territoriale Integrität beschädigt“)[115]
- I.G.I.-2: Covert Strike (weil es „absichtlich China und das Image des Militärs von China anschwärzt“)[116]
- Command & Conquer: Generäle – Die Stunde Null (weil es „das Image von China und der chinesischen Armee beschmutzt“)[115]

Das historische Verbot von großen Spielkonsolen auf dem Land wurde im Jahr 2014, im Rahmen der Gründung der Freihandelszone Schanghai aufgehoben. Konsolen waren unter einer Bestimmung verboten worden, die im Jahr 2000 in Kraft gesetzt worden war, um den empfundenen verderblichen Einfluss der Videospiele auf junge Menschen zu bekämpfen.

### Internet
Chinas Internetzensur wird von vielen als die am weitesten verbreitete und am höchsten entwickelte der Welt angesehen. Das System zum Blockieren von Webseiten und Artikeln wird als die „Great Firewall Chinas“ bezeichnet. Laut einer Harvardstudie, die im Jahr 2002 durchgeführt wurde, werden mindestens 18.000 Webseiten innerhalb des Landes blockiert und es wird angenommen, dass die Anzahl ständig wächst. Verbotene Seiten sind unter anderem YouTube (ab März 2009), Facebook (ab Juli 2009), Google-Dienste (unter anderem die Suchmaschine, Google+, Google Maps, Google Docs, Sheets, Slides und Forms, Google Drive, Google Sites und Picasa), Twitter, Dropbox, Foursquare, Flickr, Voice of America, BBC World News, die chinesischen Seiten von BBC News Yahoo! Hong Kong, aber auch New York Times, The Economist, Spiegel online. Bestimmte Suchmaschinenbegriffe werden auch blockiert.
Im Internet benutzen Menschen Proxy-Webseiten, die den anonymen Zugriff auf andernfalls eingeschränkte Webseiten, Dienste und Informationen ermöglichen. Falun-Gong-Praktizierende und andere arbeiteten daran, eine Anti-Zensur-Software zu entwickeln, wie beispielsweise Ultrasurf.
Reporter in westlichen Medien haben auch darauf hingewiesen, dass Chinas Internetzensur ausländischer Webseiten vielleicht ein Mittel sein kann, um Nutzer des Festlands dazu zu zwingen, sich auf Chinas eigene Internetindustrie zu beschränken, um somit ihre Wirtschaft selbst zu schützen. Im Jahr 2011 bemerkten Internetnutzer in China, die auf viele Google-Dienste zugriffen, wie beispielsweise Google+, dass die Dienste nicht immer vollständig blockiert waren, sie wurden trotzdem gedrosselt. Also konnte angenommen werden, dass Anwender durch die häufigen Unterbrechungen frustriert werden und dann zu schnelleren und zuverlässigeren Diensten der chinesischen Konkurrenten wechseln würden. Laut BBC haben lokale chinesische Unternehmen wie Baidu, Tencent und Alibaba.com, einige der größten Internet-Unternehmen der Welt, von der Art und Weise wie China internationale Konkurrenten aus dem Markt aussperrt, profitiert und somit den inländischen Wettbewerb gefördert.
Die Frankfurter Allgemeine berichtet im Januar 2017: „Für sein China-Geschäft opfert Apple die Pressefreiheit. Der iPhone-Hersteller sperrt in China die App der New York Times. Um Geld zu verdienen, vergessen ausländische Konzerne im Reich der Mitte viele ihrer sonst lauthals propagierten Werte.“ Die New York Times hatte vor fünf Jahren etwas Negatives über den damaligen Ministerpräsidenten Wen Jiabao und dessen Familie berichtet, und die Online-Version der Zeitung wurde deshalb in China gesperrt. Doch konnten Internet-Besucher in China immer noch die App der Times herunterladen; doch nun wird ihnen auch dies zensiert.
Der Apple-Konzern „verkauft“ nun auch, wie andere Unternehmen in den USA, amerikanische Werte, nur um an dem riesigen China-Geschäft teilnehmen zu können und unterwirft sich, so wie es scheint, auch wegen Profit der Zensur Chinas. Im Juli 2017 hat Apple VPN-Programme, die zur Umgehung der Internet-Sperren dienen, aus seinem chinesischen App-Store entfernt, weil die Software, wie aus einer Stellungnahme bekannt wurde, gegen chinesische Gesetze verstoße. VPN-Programme ermöglichen es den Internet-Usern, anonym und verschlüsselt zu surfen und Zugang zu geblockten Websites zu bekommen. Chinas Zentralregierung hat staatliche Telekommunikations-Anbieter wie China Telekom, China Mobile und China Unicom angewiesen, ab Anfang 2019 virtuelle private Netzwerke (VPN) zu blockieren. Ausländische VPN-Anbieter sind aufgefordert, sich in China registrieren zu lassen, wenn sie dort weiterhin tätig sein wollen.
Seit 2025 setzt China zudem verstärkt auf digitale Personalausweissysteme, die Internetnutzer verpflichten, sich mittels biometrischer Gesichtserkennung eindeutig zu identifizieren. Diese Maßnahme, offiziell eingeführt zur Sicherstellung der Cybersicherheit und Prävention von Online-Kriminalität, erweitert die Kontrollmöglichkeiten und erhöht die individuelle Nachverfolgbarkeit im Internet weiter. Kritiker sehen darin jedoch einen weiteren Schritt hin zu einer umfassenderen digitalen Überwachung und personalisierten Zensur.

##### Regulierung generativer KI
Im August 2023 traten in China die Interim Measures for the Management of Generative Artificial Intelligence Services in Kraft. Sie verpflichten Anbieter generativer KI-Dienste, Inhalte im Einklang mit den „sozialistischen Kernwerten“ zu gestalten. Für Systeme mit großer öffentlicher Wirkung ist zudem ein staatliches Sicherheits-Assessment sowie eine Registrierung der verwendeten Algorithmen vorgeschrieben.

### Instant Messaging
Forscher des Citizen Lab der Universität of Toronto berichteten im April 2017 nach Durchführen einer systematischen Studie, dass der populäre Sofortnachrichtendienst WeChat nicht nur Keywörter, sondern auch als sensitiv erachtete Bilder aus den Nachrichten herausfiltert. Wie die Studie ergab, erhalten weder Sender und Empfänger einer Nachricht eine Meldung darüber, dass ein Bild zensiert wurde; das Bild erscheint beim Empfänger einfach nicht. WeChat gehört zu dem chinesischen Internet Unternehmen Tencent Holdings Ltd. und verzeichnet in China mehr als 800 Millionen Nutzer.

### Kurznachrichtendienst
Laut Reporter ohne Grenzen hat China über 2.800 Überwachungszentren für Kurznachrichtendienste (Short message service) (SMS). Ab Anfang 2010 riskieren Handy-Nutzer in Schanghai und Peking, dass ihre SMS-Dienste unterbrochen werden, wenn herausgefunden wird, dass sie „illegale oder ungesunde“ Inhalte verschicken.
Im Jahr 2003, während des Ausbruchs des schweren akuten Atemwegsyndroms (SARS), wurden ein Dutzend Chinesen verhaftet, weil sie angeblich SMS-Nachrichten über SARS verschickt hatten. Von Skype verlangte die chinesische Regierung, dass sie Wörter wie „Falun Gong“ und „Dalai Lama“ aus Kurznachrichten herausfiltern müssen, andernfalls würde ihnen nicht erlaubt, in China Geschäfte zu machen. Nach einer ersten Ablehnung willigte die Geschäftsleitung schließlich ein, der chinesische Joint Venture Partner von Skype, TOM Online, filtert die geforderten Begriffe aus den Kurznachrichten aus.

### Ausbildung
Bildungseinrichtungen in China wurden beschuldigt, die Geschichte der Volksrepublik China beschönigt zu haben, indem sie umstrittene historische Ereignisse herunterspielten oder vermieden zu erwähnen, wie der Große Sprung nach vorn, die Kulturrevolution und die Proteste auf dem Tiananmen-Platz des Jahres 1989.
Im Jahr 2005 beschlagnahmten Zollbeamte in China eine Lieferung von Schulbüchern, die für eine japanische Schule gedacht waren, weil Karten in den Büchern die Volksrepublik China und Taiwan in verschiedenen Farben darstellten.
In einer Ausgabe der Zeitung Freezing Point, vom Januar 2006, eine wöchentliche Beilage zur, veröffentlichte Yuan Weishi, Professor der Universität Zhongshan einen Artikel mit dem Titel „Modernisierung und Geschichtsbücher“, in dem er mehrere Bücher, die in der Mittelschule im Festlandchina verwendet wurden, kritisierte. Insbesondere fand er, dass Darstellungen in den Büchern des Zweiten Opiumkriegs nicht erwähnten, dass chinesische diplomatische Fehler dem Krieg vorausgingen und dass Darstellungen des Boxeraufstandes Grausamkeiten, die die Boxerrebellen begangen hatten, vertuscht wurden. Das Ergebnis des Artikels von Yuan war, dass die Zeitung Freezing Point vorübergehend stillgelegt und ihre Redakteure entlassen wurden.
„New Threads“, eine Webseite, die über akademisches Fehlverhalten in China berichtet, wie Nachahmung oder Fälschung von Daten, ist in China verboten.
Im Jahr 2006 wurde in Hochschulen von Schanghai ein neues Lehrbuch der Weltgeschichte eingeführt, das angeblich mehrere Kriege ausgelassen hatte. Es erwähnt Mao Zedong, den Gründer der Volksrepublik China, nur einmal.
In einem FRONTLINE Segment (US-TV-Serie), sind vier Studenten der Peking-Universität scheinbar nicht in der Lage, den Kontext des Fotos des berüchtigten Tankmannes (Tank Man) der Unruhen im Jahr 1989, die von Studenten der Peking-Universität entfacht worden waren, herzustellen. Obgleich möglich, täuschten die Studenten Unwissenheit vor, um den Parteifunktionär nicht zu verärgern, der mit einem Klemmbrett in Hand das Interview überwachte. Das Segment deutete an, dass das Thema in chinesischen Schulen nicht angesprochen wird.
Am 4. Juni 2007 war eine Person in der Lage eine kleine Anzeige in einer Zeitung im Südwesten Chinas zu platzieren, um dem Jahrestag der Proteste auf dem Tiananmen-Platz zu gedenken. Die Anzeige lautete: „Respekt vor den willensstarken Müttern der Opfer des 4. Juni.“ Der Angestellte, der die Anzeige aufnahm, behauptete, dass er nichts von dem Ereignis gewusst hatte und geglaubt habe, dass der 4. Juni das Datum eines Grubenunglücks gewesen sei.
Im Mai 2013 wurde eine vertrauliche interne Richtlinie herausgegeben, die weit innerhalb der kommunistischen Partei Chinas in Umlauf gebracht wurde. Dabei ging es um die Position im ideologischen Bereich (關於 當前 意識形態 領域 情況 的 通報), das Verbot der sieben Themen zu diskutieren. Unter der Liste der verbotenen Themen waren: westliche konstitutionelle Demokratie, universelle Werte der Menschenrechte, westliche Vorstellungen der Unabhängigkeit der Medien und der Zivilgesellschaft, Pro-Markt Neoliberalismus und „Nihilist“ Kritik an vergangenen Fehlern der Partei.

### Ausstellung
Im Oktober 2020 forderte das chinesische Regime das Museum der Geschichte von Nantes („Musée d´histoire de Nantes“) in Frankreich auf, den Namen „Dschingis Khan“ und „Mongolei“ im Titel des Ausstellungsprojekts zur Geschichte von Dschingis Khan und dem mongolischen Reich nicht zu verwenden. Das Museum der Geschichte von Nantes engagierte das Ausstellungsprojekt in Zusammenarbeit mit dem Museum der Inneren Mongolei in Hohhot, China. Das Museum der Geschichte von Nantes stoppte das Ausstellungsprojekt.

### Selbstmedien
Ab dem 29. Juli 2020 führte die Cyberspace-Administration Chinas eine dreimonatige Sonderzensur für „Selbstmedien“ in China durch. Die Aktion zielte darauf ab, die Verbreitung falscher Informationen durch „Selbstmedien“ zu verhindern, die falsche Diskutieren über der Geschichte von der KPCh und China zu verhindern, und Verbreitung falscher Sicht auf Werte zu verhindern, böswilliges Marketing zu verhindern.

## Zensur während der großen Kulturrevolution Chinas
Das Ziel der Kulturrevolution war die „vier Alten“ loszuwerden. Wenn Zeitungen sensible Themen wie diese berührten, wurden die Journalisten festgenommen und manchmal Gewalt unterworfen. Bibliotheken die Bücher haben, in denen „beleidigende Literatur“ enthalten ist, wurden oft verbrannt. Das Fernsehen wurde von der Regierung kontrolliert und ihr Ziel war es, die Bemühungen des Vorsitzenden Mao Zedong und der kommunistischen Partei zu fördern. Das Radio war das Gleiche und spielte Lieder wie: „Die große Kulturrevolution ist in der Tat gut.“

## Sonstige Zensur
Nachdem die Deutsche Botschaft in Peking im Dezember 2009 innerhalb Chinas einen Jahreskalender für das Folgejahr hat verschicken lassen, wurden chinesische Beamte bei ihr vorstellig. Grund für den Besuch war eines der Kalenderfotos mit dem Thema „20 Jahre Deutsche Einheit“. Im Graffitiwirrwarr waren zwei chinesische Zeichen zu finden, die Zahlen „vier und sechs“, welche als Datum vom 4. Juni verstanden wurden, dem Tag des Tiananmen-Massakers 1989 in Peking. Jedes Jahr im Vorfeld des Jahrestages des 4. Juni werden die Wohnungen der Tiananmen-Mütter und anderen Angehörigen der Opfer überwacht und deren Telefone werden abgehört.

## Antworten der Gesellschaft

### Selbstzensur
Obwohl sie vom Rechtssystem des Festlandchinas und damit den Zensurgesetzen unabhängig sind, wurden einige Medien in Hongkong beschuldigt, Selbstzensur zu praktizieren, damit sie im Austausch Erlaubnis erhalten, ihre Mediengeschäfte auf dem Festland-Markt zu erweitern und auch größeren journalistischen Zugang im Festland haben.
Bei der Vorstellung eines gemeinsamen Berichts des Hongkonger Journalistenverbands (HJV) und der britischen Menschenrechtsorganisation Article 19 im Juli 2001 sagte der Vorsitzende des HJV: „Immer mehr Zeitungen zensieren sich selbst, weil sie entweder durch einen Geschäftsmann kontrolliert werden, der enge Verbindungen zu Peking hat, oder Teil eines großen Unternehmens sind, das finanzielle Interessen über die Grenze hinaus hat.“ Zum Beispiel wurde Robert Kuok, der in ganz Asien Geschäftsinteressen hat, kritisiert, weil mehrere China-Schreibtisch-Mitarbeiter das Unternehmen nacheinander schnell verließen, nachdem er die Zeitung South China Morning Post erworben hatte, nämlich der Redaktionsleiter Danny Gittings, Peking-Korrespondent Jasper Becker und der Redakteur der Chinaseiten Willy Lam. Lam insbesondere ging, nachdem seine Berichterstattung von Robert Kuok öffentlich kritisiert worden war.
Internationale Unternehmen wie Google, Microsoft, MySpace und Yahoo zensieren freiwillig ihre Inhalte für den chinesischen Markt, damit sie in dem Land Geschäfte machen dürfen. Im Oktober 2008 veröffentlichte die kanadische Forschergruppe Citizen Lab einen neuen Bericht, in dem sie sagte, TOMs chinesischsprachige Skype Software filtere sensible Wörter und protokolliere diese dann mit Benutzerinformationen in einer Datei auf Computer-Servern, die unsicher waren. Im September 2007 hatten Aktivisten in China bereits über die Möglichkeit gewarnt, dass die TOM-Versionen bereits Trojaner-Fähigkeit haben oder noch mehr haben werden. Skype-Präsident Josh Silverman sagte, es sei „allgemein bekannt“, dass Tom Online „Vorgehensweisen festgelegt hat, die lokale Gesetze und Vorschriften erfüllen … damit sie das Chatten im Internet überwachen und blockieren können, wenn diese bestimmte Wörter enthalten, die von den chinesischen Behörden als beleidigend angesehen werden.“

### Vermarktung
Verlage und andere Medien in der westlichen Welt haben manchmal die Bezeichnung „In China verboten“ verwendet, um kulturelle Werke auf den Markt zu bringen, mit der Hoffnung, dass die zensierten Produkte als wertvoller oder attraktiver angesehen werden. Die Bezeichnung wurde auch von Penguin Books verwendet, um die Romane von Mo Yan zu verkaufen. Dessen Buch Die Knoblauchrevolte wurde wegen seiner Themen (Ausschreitungen gegen die Regierung) aus den Regalen genommen, weil es so kurz nach einer Zeit von tatsächlich stattgefundenen Unruhen veröffentlicht worden war. Allerdings wurde einige Jahre später erlaubt, das Buch in China zu verkaufen. Der Politikwissenschaftler Richard Curt Kraus kritisiert Penguin, weil sie Mo Yan fälschlicherweise als Dissidenten darstellten, um seine Marktfähigkeit zu erhöhen. Auch wegen der zugrunde liegenden Annahme, dass, wenn die Vereinigten Staaten einige Arbeiten verbieten, dann müssen sie wirklich obszön sein. Doch wenn die chinesische Regierung das Gleiche tut, dann handelt sie rein aus politischen Gründen.